# Distributed Feature Composition
Distributed Feature Composition (DFC) ist in der Computer- und Telekommunikationstechnik eine Architektur zur Beschreibung und Implementierung von Telekommunikationsdiensten. Ein Hauptziel der DFC ist die Gewährleistung der Modularität von Leistungsmerkmalen in Telekommunikationssystemen, um so den Problemen der Interaktion einzelner Leistungsmerkmale entgegenzuwirken.

## Leistungsmerkmale und deren Interaktion
Unter Leistungsmerkmal versteht man in diesem Kontext einzelne Funktionseinheiten eines Dienstes, die mitunter optional durch Nutzer aktiviert werden. Beispiele für Leistungsmerkmale in der mobilen Telekommunikation sind VoiceMail oder die Rufnummernunterdrückung (CLIR). Mehr Beispiele für Leistungsmerkmale findet man in der umfangreichen Liste Vermittlungstechnische Leistungsmerkmale.  
Eine Interaktion von Leistungsmerkmalen tritt immer dann auf, wenn ein Leistungsmerkmal ein anderes beeinflusst. Es ist eine Konfiguration denkbar, in der eine VoiceMail-Funktion aktiviert wird, wenn sich ein Teilnehmer mit aktiviertem CLIR zum Empfänger verbinden will: VoiceMail und CLIR interagieren.
Bei der Interaktion können Probleme auftreten: nutzt ein Teilnehmer beispielsweise parallel zwei Leistungsmerkmale, die auf die gleichen Signaltöne reagieren, kann es zu Signalüberladungen und somit zu Fehlverhalten im Gesamtsystem kommen.